# سالم شفيق
سالم شفيق ، ممثل ومدبلج مصري .

## عن حياته
له العديد من الأعمال التلفزيونية في المسلسلات ودوبلاج الرسوم المتحركة .

## أعماله
- مسلسل توم سوير

## روابط خارجية
- سالم شفيق على موقع قاعدة بيانات الأفلام العربية